# Wilhelm Sölter
Wilhelm Sölter (* 18. Mai 1901 in Mecklenburg; † unbekannt) war ein deutscher Landrat.

## Leben und Wirken
Sölter studierte von 1923 bis 1924 evangelische Theologie in Tübingen. Er war Mitglied der Studentenverbindung ATV Arminia zu Tübingen im ATB.
Am 21. Mai 1931 legte Sölter die große Staatsprüfung ab. Er trat nach der ersten Lockerung der Mitglieder-Aufnahmesperre der NSDAP bei und wurde 1939 SS-Mitglied. Nach der deutschen Besetzung der Grenzgebiete der Tschechoslowakei und der Bildung des Reichsgaus Sudetenland wurde er zunächst kommissarisch und zum 1. April 1939 definitiv als Landrat im Landkreis Trautenau eingesetzt. Im Oktober 1944 war er im Zweiten Weltkrieg an der Front eingesetzt, danach verliert sich seine Spur.